# Павел Обнорский
Па́вел Обно́рский (Комельский; 1317, Москва — 10 января 1429, Павло-Обнорский монастырь) — ученик Сергия Радонежского, основатель Павло-Обнорского монастыря. Почитается Русской православной церковью в лике преподобных, память празднуется 10 (23) января шестеричным богослужением.
Павел родился в 1317 году в Москве, с детства имел склонность к монашеской жизни. В 22 года, когда родители стали предлагать ему вступить в брак, он ушёл из дома и в Рождественском монастыре на Волге принял монашеский постриг. Позднее Павел перешёл в Троицкий монастырь и стал учеником Сергия Радонежского. После келейного послушания у Сергия Павел на 15 лет ушёл в затвор, а выйдя из него, получил от Сергия благословение «на отшествие в пустыню».
В поисках места для уединения Павел посещал различные пустыни, был у Авраамия Чухломского, в Городецком Феодоровском монастыре и других. После странствий он остановился в Комельском лесу (ныне юг Вологодской области, район реки Комёлы), где три года прожил в дупле липы при речке Грязовице, а затем перешёл в том же лесу на реку Нурму (приток Обноры), построил себе келью и выкопал колодец.
Место жительства Павла стало известно, к нему начали приходить желающие стать его учениками. Имея благословение преподобного Сергия на создание новой обители и видимый знак этого благословения — медный кованый крест, он услышал звон колоколов и увидел свет ярче солнечного, Павел в возрасте 97 лет направился в Москву и, поведав о своём ночном видении митрополиту Фотию, просил благословение на устройство монастыря. В 1414 году в соответствии с заветами Преподобного Сергия Радонежского по благословению Сергия Нуромского и митрополита Фотия Павел построил Свято-Троицкий храм, вокруг которого возник монастырь, получивший название Павло-Обнорский. Для обители Павел установил строгий общежительный устав, управление возложил на своего ученика Алексия, который был поставлен игуменом. Сам Павел продолжил проживать в уединённой келье рядом с монастырём. Он часто посещал расположенный недалеко Спасо-Нуромский монастырь, где беседовал с преподобным Сергием Нуромским.
Скончался 10 января 1429 года в возрасте 112 лет. Его житие было написано около 1546 года, а на Макарьевском соборе 1547 года он был канонизирован для общецерковного почитания. Мощи Павла Обнорского не обретались и хранились под спудом в церкви Сергия Радонежского основанного им монастыря. В 1878 году над ними была установлена массивная серебряная рака, работы Сергея Верховцева. 26 сентября 1920 года рака была вскрыта большевиками, которые нашли там только доски и мусор. Ныне мощи продолжают находиться в Свято-Троицком Павло-Обнорском монастыре под спудом, над ними построена деревянная часовня.